# Dassow
Dassow est une ville de l'arrondissement du Mecklembourg-du-Nord-Ouest dans l'État de Mecklembourg-Poméranie-Occidentale. Elle est située au bord du lac de Dassow.

## Municipalité
Appartiennent à la municipalité de Dassow (avec Vorwerk et Siedlung) les quartiers et localités suivants: Barendorf, Benckendorf, Feldhusen, Flechtkrug, Groß Voigtshagen, Harkensee, Holm, Johannstorf (connu pour son château de Johannstorf), Kaltenhof, Klein Voigtshagen, Lütgenhof (village connu par son château de Lütgenhof), Pötenitz, Prieschendorf, Rosenhagen, Schwanbeck, Tankenhagen, Volkstorf, Wieschendorf et Wilmstorf.

## Personnalités liées à la ville
- Lea Sophie Friedrich (2000-), cycliste née à Dassow.